# Junior-VM i håndbold 1995 (kvinder)
Juniorverdensmesterskabet i håndbold 1995 for kvinder var det 10. junior-VM i håndbold for kvinder. Mesterskabet blev arrangeret af International Handball Federation, og slutrunden med deltagelse af 20 hold blev afviklet i Brasilien i perioden 5. – 17. september 1995.
Mesterskabet blev vundet af Rumænien, som i finalen besejrede Danmark med 28-24. Bronzemedaljerne gik til Norge, som vandt 26-24 over Sydkorea i bronzekampen. Sejren var Rumæniens første ved junior-VM for kvinder – holdets indtil da bedste resultat havde været bronzemedaljerne i 1977. Det var også første gang siden 1977, at mesterskabet ikke blev vundet af Sovjetunionen eller Rusland.

## Slutrunde

### Indledende runde
De 20 hold spillede i den indledende runde i fire grupper med fem hold. Hver gruppe spillede en enkelturnering alle-mod-alle, og de tre bedst placerede hold i hver gruppe gik videre til ottendedelsfinalerne, mens firerne og femmerne gik videre til kampene om de sidste fire pladser i ottendedelsfinalerne.

#### Gruppe A
| Dato  | Tid   | Kamp                  | Res.  | Pause |
| ----- | ----- | --------------------- | ----- | ----- |
| 4.9.  | 21:00 | Sydkorea – Kina       | 34–25 | 14-13 |
| 5.9.  | 19:00 | Holland – Makedonien  | 32–14 | 16-70 |
| 5.9.  | 21:00 | Makedonien – Sydkorea | 13–32 | 07-19 |
| 6.9.  | 15:00 | Kina – Rumænien       | 21–32 | 11-18 |
| 7.9.  | 19:00 | Rumænien – Holland    | 21–17 | 13-10 |
| 8.9.  | 17:00 | Holland – Sydkorea    | 12–27 | 06-13 |
| 8.9.  | 19:00 | Makedonien – Kina     | 19–16 | 8-5   |
| 9.9.  |       | Sydkorea – Rumænien   | 25–19 | 10-11 |
| 10.9. | 15:00 | Kina – Holland        | 11–34 | 04-12 |
| 10.9. | 19:00 | Rumænien – Makedonien | 38–18 | 20-10 |

| Hold       | Kampe | Mål     | Point |
| ---------- | ----- | ------- | ----- |
| Sydkorea   | 4     | 118-690 | 8     |
| Rumænien   | 4     | 110-810 | 6     |
| Holland    | 4     | 95-73   | 4     |
| Makedonien | 4     | 064-118 | 2     |
| Kina       | 4     | 073-119 | 0     |

#### Gruppe B
| Dato  | Tid   | Kamp                | Res.  | Pause |
| ----- | ----- | ------------------- | ----- | ----- |
| 4.9.  | 17:00 | Kroatien – Norge    | 23–32 | 11-14 |
| 5.9.  | 17:00 | Frankrig – Kroatien | 29–19 | 12-10 |
| 5.9.  | 21:00 | Tjekkiet – Japan    | 28–22 | 15-11 |
| 6.9.  | 19:00 | Japan – Frankrig    | 25–34 | 10-14 |
| 7.9.  | 21:00 | Norge – Tjekkiet    | 15–14 | 10-70 |
| 8.9.  | 15:00 | Japan – Kroatien    | 25–25 | 12-10 |
| 8.9.  | 21:00 | Tjekkiet – Frankrig | 16–18 | 10-50 |
| 9.9.  | 17:00 | Frankrig – Norge    | 18–22 | 08-14 |
| 10.9. | 17:00 | Norge – Japan       | 29–18 | 15-11 |
| 10.9. | 21:00 | Kroatien – Tjekkiet | 19–25 | 09-10 |

| Hold     | Kampe | Mål     | Point |
| -------- | ----- | ------- | ----- |
| Norge    | 4     | 98-73   | 8     |
| Frankrig | 4     | 99-82   | 6     |
| Tjekkiet | 4     | 83-74   | 4     |
| Kroatien | 4     | 086-117 | 1     |
| Japan    | 4     | 090-116 | 1     |

#### Gruppe C
| Dato  | Tid   | Kamp                  | Res.  | Pause |
| ----- | ----- | --------------------- | ----- | ----- |
| 5.9.  |       | Bulgarien – Argentina | 23–18 | 8-6   |
| 5.9.  |       | Danmark – Slovakiet   | 29–13 | 17-60 |
| 6.9.  | 17:00 | Argentina – Tyskland  | 11–30 | 04-15 |
| 6.9.  | 21:00 | Slovakiet – Bulgarien | 16–19 | 8-9   |
| 7.9.  | 19:00 | Tyskland – Danmark    | 24–25 | 10-13 |
| 8.9.  | 15:00 | Slovakiet – Argentina | 34–11 | 15-60 |
| 8.9.  | 19:00 | Danmark – Bulgarien   | 24–21 | 11-11 |
| 9.9.  | 19:00 | Bulgarien – Tyskland  | 22–24 | 10-12 |
| 10.9. | 15:00 | Argentina – Danmark   | 13–23 | 05-10 |
| 10.9. | 17:00 | Tyskland – Slovakiet  | 27–16 | 12-70 |

| Hold      | Kampe | Mål     | Point |
| --------- | ----- | ------- | ----- |
| Danmark   | 4     | 101-710 | 8     |
| Tyskland  | 4     | 105-740 | 6     |
| Bulgarien | 4     | 85-82   | 4     |
| Slovakiet | 4     | 79-86   | 2     |
| Argentina | 4     | 053-110 | 0     |

#### Gruppe D
| Dato  | Tid   | Kamp                | Res.  | Pause |
| ----- | ----- | ------------------- | ----- | ----- |
| 5.9.  |       | Rusland – Angola    | 27–16 | 16-50 |
| 5.9.  |       | Brasilien – Uruguay | 28–20 | 9-8   |
| 6.9.  | 15:00 | Angola – Ukraine    | 18–36 | 10-16 |
| 6.9.  | 19:00 | Uruguay – Rusland   | 16–33 | 07-12 |
| 7.9.  | 19:00 | Ukraine – Brasilien | 28–15 | 11-10 |
| 8.9.  | 17:00 | Uruguay – Angola    | 19–23 | 11-80 |
| 8.9.  | 21:00 | Brasilien – Rusland | 17–30 | 08-15 |
| 9.9.  | 21:00 | Rusland – Ukraine   | 20–26 | 13-14 |
| 10.9. | 19:00 | Ukraine – Uruguay   | 29–13 | 12-60 |
| 10.9. | 21:00 | Angola – Brasilien  | 22–26 | 09-15 |

| Hold      | Kampe | Mål     | Point |
| --------- | ----- | ------- | ----- |
| Ukraine   | 4     | 119-660 | 8     |
| Rusland   | 4     | 110-750 | 6     |
| Brasilien | 4     | 086-100 | 4     |
| Angola    | 4     | 079-108 | 2     |
| Uruguay   | 4     | 068-113 | 0     |

### Finalekampe
| \| Kamp \| Dato \| Tid \| Kamp \| Res. \| Pause \| \| --------------------- \| ----- \| ----- \| -------------------- \| ----- \| ----- \| \| Kval. til 1/8-finaler \| 11.9. \| 15:00 \| Makedonien – Japan \| 26–27 \| 11-12 \| \| Kval. til 1/8-finaler \| 11.9. \| 17:00 \| Kroatien – Kina \| 28–19 \| 15-60 \| \| Kval. til 1/8-finaler \| 11.9. \| 19:00 \| Slovakiet – Uruguay \| 30–16 \| 13-80 \| \| Kval. til 1/8-finaler \| 11.9. \| 21:00 \| Angola – Argentina \| 24–17 \| 9-7 \| \| 1/8-finaler \| 12.9. \| 15:00 \| Sydkorea – Kroatien \| 34–20 \| 15-10 \| \| 1/8-finaler \| 12.9. \| 15:00 \| Danmark – Angola \| 32–21 \| 17-16 \| \| 1/8-finaler \| 12.9. \| 17:00 \| Tjekkiet – Rumænien \| 13–18 \| 03-11 \| \| 1/8-finaler \| 12.9. \| 17:00 \| Brasilien – Tyskland \| 15–20 \| 06-13 \| \| 1/8-finaler \| 12.9. \| 19:00 \| Holland – Frankrig \| 14–25 \| 06-12 \| \| 1/8-finaler \| 12.9. \| 19:00 \| Bulgarien – Rusland \| 21–23 \| 10-12 \| \| 1/8-finaler \| 12.9. \| 21:00 \| Norge – Japan \| 23–20 \| 13-80 \| \| 1/8-finaler \| 12.9. \| 21:00 \| Ukraine – Slovakiet \| 25–20 \| 14-11 \| \| Kvartfinaler \| 14.9. \| 17:00 \| Tyskland – Norge \| 20–21 \| 09-10 \| \| Kvartfinaler \| 14.9. \| 19:00 \| Sydkorea – Rusland \| 30–24 \| 14-15 \| \| Kvartfinaler \| 14.9. \| 19:00 \| Danmark – Frankrig \| 26–20 \| 12-90 \| \| Kvartfinaler \| 14.9. \| 21:00 \| Rumænien – Ukraine \| 27–20 \| 13-70 \| \| Semifinaler \| 15.9. \| 20:00 \| Sydkorea – Danmark \| 26–27 \| 10-13 \| \| Semifinaler \| 15.9. \| 20:00 \| Norge – Rumænien \| 23–31 \| 08-16 \| \| Bronzekamp \| 17.9. \| 10:00 \| Norge – Sydkorea \| 26–24 \| 11-12 \| \| Finale \| 17.9. \| 12:00 \| Danmark – Rumænien \| 24–28 \| 11-18 \| |       |       |                      |       |       |
| Kamp | Dato  | Tid   | Kamp                 | Res.  | Pause |
| Kval. til 1/8-finaler | 11.9. | 15:00 | Makedonien – Japan   | 26–27 | 11-12 |
| Kval. til 1/8-finaler | 11.9. | 17:00 | Kroatien – Kina      | 28–19 | 15-60 |
| Kval. til 1/8-finaler | 11.9. | 19:00 | Slovakiet – Uruguay  | 30–16 | 13-80 |
| Kval. til 1/8-finaler | 11.9. | 21:00 | Angola – Argentina   | 24–17 | 9-7   |
| 1/8-finaler | 12.9. | 15:00 | Sydkorea – Kroatien  | 34–20 | 15-10 |
| 1/8-finaler | 12.9. | 15:00 | Danmark – Angola     | 32–21 | 17-16 |
| 1/8-finaler | 12.9. | 17:00 | Tjekkiet – Rumænien  | 13–18 | 03-11 |
| 1/8-finaler | 12.9. | 17:00 | Brasilien – Tyskland | 15–20 | 06-13 |
| 1/8-finaler | 12.9. | 19:00 | Holland – Frankrig   | 14–25 | 06-12 |
| 1/8-finaler | 12.9. | 19:00 | Bulgarien – Rusland  | 21–23 | 10-12 |
| 1/8-finaler | 12.9. | 21:00 | Norge – Japan        | 23–20 | 13-80 |
| 1/8-finaler | 12.9. | 21:00 | Ukraine – Slovakiet  | 25–20 | 14-11 |
| Kvartfinaler | 14.9. | 17:00 | Tyskland – Norge     | 20–21 | 09-10 |
| Kvartfinaler | 14.9. | 19:00 | Sydkorea – Rusland   | 30–24 | 14-15 |
| Kvartfinaler | 14.9. | 19:00 | Danmark – Frankrig   | 26–20 | 12-90 |
| Kvartfinaler | 14.9. | 21:00 | Rumænien – Ukraine   | 27–20 | 13-70 |
| Semifinaler | 15.9. | 20:00 | Sydkorea – Danmark   | 26–27 | 10-13 |
| Semifinaler | 15.9. | 20:00 | Norge – Rumænien     | 23–31 | 08-16 |
| Bronzekamp | 17.9. | 10:00 | Norge – Sydkorea     | 26–24 | 11-12 |
| Finale | 17.9. | 12:00 | Danmark – Rumænien   | 24–28 | 11-18 |

### Placeringskampe
Placeringskampene om 5.- til 8.-pladserne havde deltagelse af de fire tabere fra kvartfinalerne. De fire hold mødte i to semifinaler, hvorfra vinderne gik videre til kampen om 5.-pladsen, mens taberne måtte tage til takke med at spille om 7.-pladsen
| Kamp               | Dato  | Tid   | Kamp               | Res.  | Pause |
| ------------------ | ----- | ----- | ------------------ | ----- | ----- |
| Semifinaler        | 15.9. | 18:00 | Frankrig – Rusland | 21–19 | 13-10 |
| Semifinaler        | 15.9. | 18:00 | Ukraine – Tyskland | 25–19 | 13-90 |
| Kamp om 7.-pladsen | 16.9. | 19:00 | Tyskland – Rusland | 26–23 | 10-11 |
| Kamp om 5.-pladsen | 16.9. | 21:00 | Frankrig – Ukraine | 30–23 | 17-12 |

| Plac. | Hold     |
| ----- | -------- |
| 5.    | Frankrig |
| 6.    | Ukraine  |
| 7.    | Tyskland |
| 8.    | Rusland  |

Placeringskampene om 9.- til 16.-pladserne havde deltagelse af de otte tabere fra ottendedelsfinalerne. De otte hold mødtes først i fire kvartfinaler, hvorfra de fire vindere gik videre til semifinalerne, mens de fire tabere blev placeret som nr. 13-16. Fra de to semifinaler gik vinderne videre til kampen om 9.-pladsen, mens taberne måtte tage til takke med at spille om 11.-pladsen
| Kamp                | Dato  | Tid   | Kamp                 | Res.  | Pause |
| ------------------- | ----- | ----- | -------------------- | ----- | ----- |
| Kvartfinaler        | 14.9. | 15:00 | Kroatien – Bulgarien | 28–29 | 12-15 |
| Kvartfinaler        | 14.9. | 15:00 | Angola – Holland     | 15–18 | 07-12 |
| Kvartfinaler        | 14.9. | 17:00 | Tjekkiet – Slovakiet | 20–17 | 12-50 |
| Kvartfinaler        | 14.9. | 21:00 | Brasilien – Japan    | 29–34 | 13-16 |
| Semifinaler         | 15.9. | 16:00 | Bulgarien – Japan    | 26–20 | 12-90 |
| Semifinaler         | 15.9. | 16:00 | Tjekkiet – Holland   | 20–22 | 10-13 |
| Kamp om 11.-pladsen | 16.9. | 17:00 | Japan – Tjekkiet     | 23–25 | 13-11 |
| Kamp om 9.-pladsen  | 16.9. | 10:00 | Holland – Bulgarien  | 26–28 | 13-12 |

| Plac. | Hold      |
| ----- | --------- |
| 9.    | Bulgarien |
| 10.   | Holland   |
| 11.   | Tjekkiet  |
| 12.   | Japan     |